# Grupa etylenowa
Grupa etylenowa, grupa etano-1,2-diylowa – dwuwalencyjna, organiczna grupa alkanodiylowa powstała formalnie przez usunięcie dwóch atomów wodoru z dwóch różnych atomów węgla cząsteczki etanu, która przyłączona jest do reszty związku chemicznego poprzez dwa wiązanie pojedyncze.